# 茹林
49°10′38″N 23°46′23″E / 49.17722°N 23.77306°E

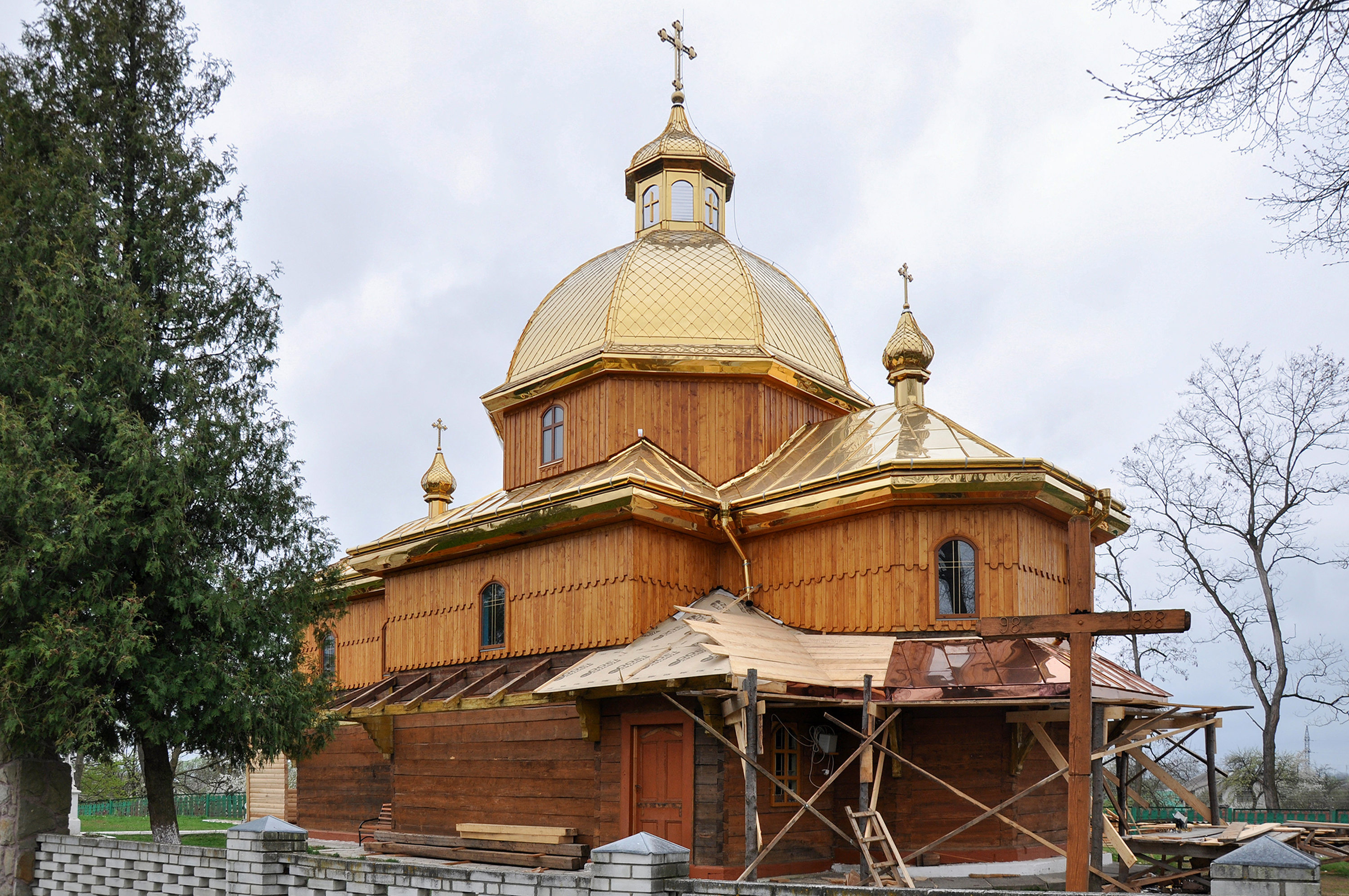
教堂

茹林（烏克蘭語：Жулин），是烏克蘭的村落，位於該國西部利沃夫州，由斯特雷區斯特雷市鎮負責管轄，始建於1240年，面積1.2平方公里，海拔高度327米，人口▼923，人口密度每平方公里1,083人。